# سهیل موسوی
سهیل موسوی (زاده ۷ فروردین ۱۳۸۴ آمل) ووشوکار و عضو تیم ملی ووشو ساندا ایران است. وی دارنده مدال طلای مسابقات جهانی جوانان ۲۰۲۲ در جاکارتا-اندونزی می باشد.